# Pristimantis colostichos
Pristimantis colostichos är en groddjursart som först beskrevs av La Marca och Smith 1982.  Pristimantis colostichos ingår i släktet Pristimantis och familjen Strabomantidae. IUCN kategoriserar arten globalt som sårbar. Inga underarter finns listade i Catalogue of Life.